# Corethrella appendiculata
Corethrella appendiculata  (лат.) — вид двукрылых из семейства Corethrellidae.

## Описание
Комары имеют светлые щупики, иногда с затемнением на 5 их сегменте. Грудь тёмно-коричневая. Ноги тёмно-коричневые. Вершинная четверть бёдер задних ног светлая. Жилки крыла (кроме костальной), с развитыми чешуйками. Жужжальца тёмные. Брюшко коричневое.
Личинки третьего возраста длиной около 4 мм. Ротовые органы направлены вперёд. Голова трапециевидная, отчётливо отделена от груди. Брюшко состоит из 10 сегментов, первые семь из которых имеют одинаковое строение. Восьмой сегмент укорочен, на нем располагается сифон. На десятом сегменте сверху и снизу имеются пучки щетинок, а снизу дополнительно имеется ряд зазубренных крючков и четыре анальные доли.
Яйца длиной 290,7-357,0 мкм и шириной 142,8-198,9 мкм, их поверхность сетчатая. По краям имеются 14-19 лопатообразных выроста-поплавка.

## Экология
Личинки хищники развиваются фитотельматах: в пазухах листьев ананасов, дуплах деревьев, старых покрышках, питаются личинками кровососущих комаров. В экспериментах было показано, что Corethrella appendiculata около трети особей убитых жертв не были съедены, что иллюстрирует явление избыточного убийства. Продолжительность жизненного цикла составляет около 33 суток.
Самки питаются кровью квакш рода Hyla, однако способны давать потомство без дополнительного питания кровью. Привлекающим сигналом являются зауки, издаваемые прокормителями.

## Распространение
Встречается от юга США до севера Аргентины.